# Luis del Mármol Carvajal
Pour les articles homonymes, voir Del Mármol.
 (avril 2025).
Si vous disposez d'ouvrages ou d'articles de référence ou si vous connaissez des sites web de qualité traitant du thème abordé ici, merci de compléter l'article en donnant les références utiles à sa vérifiabilité et en les liant à la section « Notes et références ».

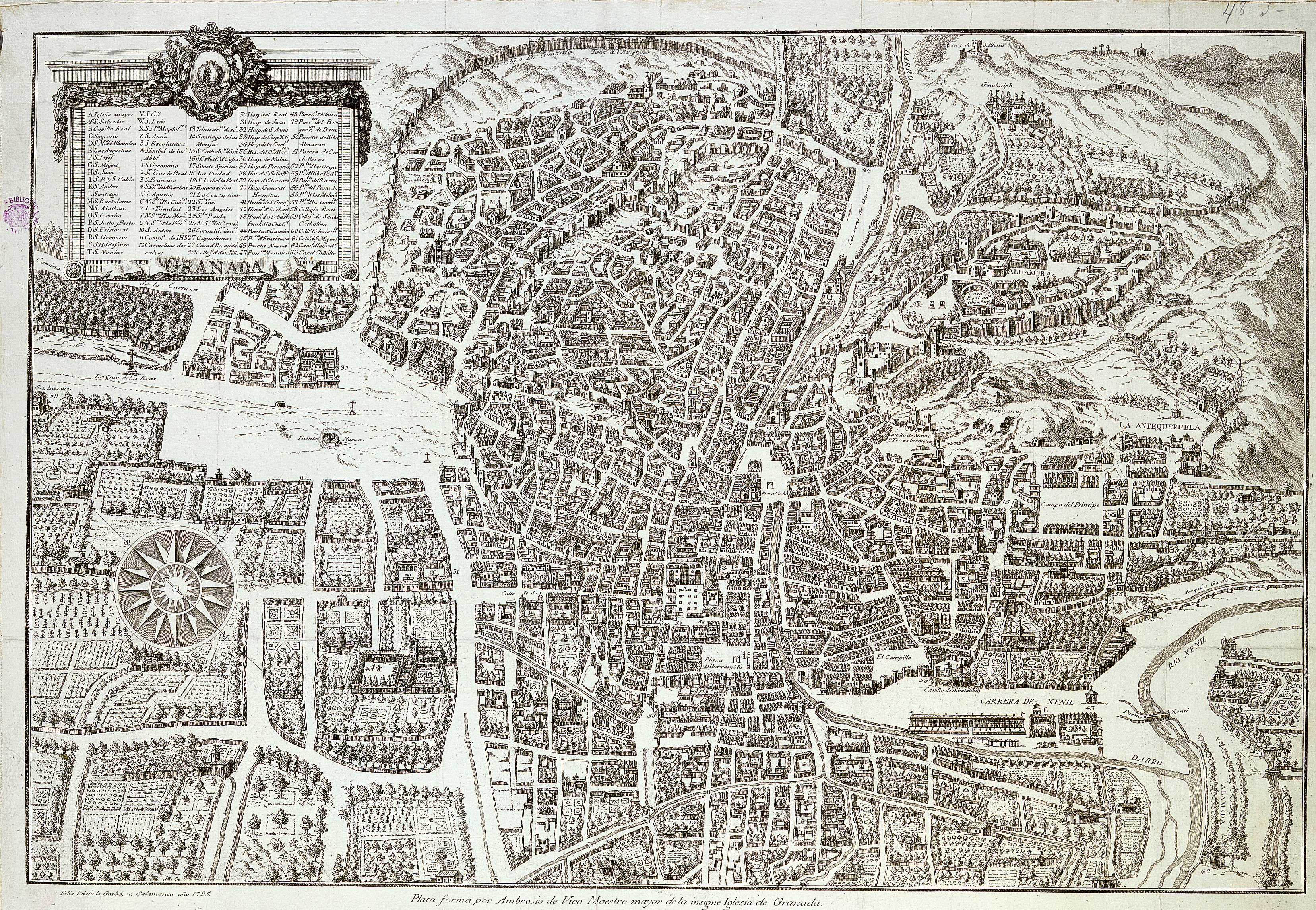
Plan de Grenade, dans l'éd. de 1795 de la Historia de la rebelión y castigo de los moriscos del Reino de Granada, de Luis del Mármol Carjaval.

Luis del Mármol Carvajal, né en 1524 à Grenade et mort en 1600 à Vélez-Málaga, est un chroniqueur espagnol ayant vécu de nombreuses années parmi les habitants morisques de l'ancien royaume de Grenade et en Afrique du Nord, durant une bonne partie du XVIe siècle,.

## Biographie
Né à Grenade trente-huit ans après la conquête de la ville par les Rois Catholiques (1491), Luis del Mármol Carvajal a donc vécu dès son enfance dans une société mixte composée de vieux chrétiens et de nouveaux chrétiens ou morisques. Il est le fils aîné de Pedro del Mármol, notaire de la chancellerie royale, membre d'une famille judéo-convertie de Madrid et de Tolède au service de la Couronne, né dans une relation prémaritale. L'identité de sa mère est inconnue, bien que certains auteurs aient spéculé - sans aucune donnée objective - qu'elle aurait pu être musulmane. En 1528, Pedro del Mármol reconnait officiellement Luis comme son fils ; par la suite, il se remarie deux fois et engendre jusqu'à dix autres enfants, parmi lesquels le savant et écrivain Juan Vázquez del Mármol ainsi que Pedro Zapata del Mármol, qui succéda à son père comme notaire du Conseil de Castille.
Âgé de 11 ans seulement, Luis del Mármol rejoint l'expédition organisée par l'empereur Charles Quint pour la conquête de la Tunisie (1535), après quoi il reste dans les garnisons espagnoles en Afrique du Nord, jusqu'à ce qu'il soit fait prisonnier par les musulmans vers 1538. De son propre aveu, il passe alors 7 ans et 8 mois en captivité dans différents villes (Taroudant, Fès, Tlemcén et Tunis), bien que la majeure partie de cette période ait été détenue par les nouveaux monarques de la dynastie des Saadiens, d'abord avec Aḥmad al-A'raŷ (1517-1544), puis avec son frère et successeur Muḥammad al-Šayj (1544-1557), devenant ainsi un membre du groupe des serviteurs chrétiens de la cour. Il accompagne le sultan dans son expédition subsaharienne, ainsi que dans d'autres conquêtes, apprenant (probablement seulement à un niveau basique et oral) les langues arabe et berbère. Il aurait dû être libéré vers 1546, mais au lieu de retourner en pays chrétien, il entreprend un voyage en Méditerranée qui le mène jusqu'en Égypte. Au début des années 1550, il fait partie de la garnison espagnole en Sicile, où il se lie d'amitié avec le sultan tunisien exilé Muley Hasan et d'où il participe à la conquête de Mahdia (Tunis). En Italie, il prend connaissance de l'œuvre de Ḥasan al-Wazzân (plus connu sous le nom de Léon l'Africain) Della descrittione dell'Africa, qui a une puissante influence sur lui.
De retour en Espagne vers 1557, Luis del Mármol s'installe à Madrid, où il travaille occasionnellement comme avoué dans les tribunaux de la Cour. En 1562, il épouse à Tolède Doña María Ortiz, de probable ascendance judéo-converse, avec laquelle il a au moins deux filles : Doña María et Doña Inés del Mármol Carvajal. 

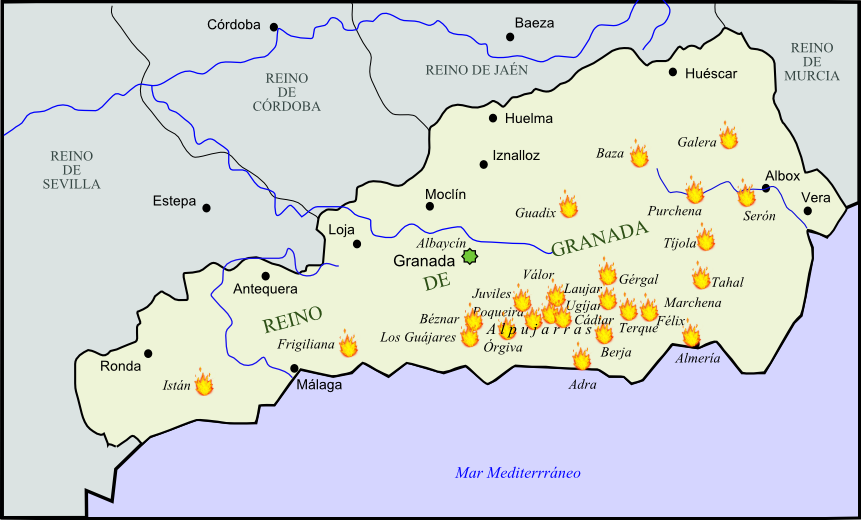
Carte de la Révolte des Alpujarras (1568-1571).

Après la promulgation de la pragmatique royale dictée par Philippe II contre les us et coutumes des Morisques de Grenade, qui provoqua la révolte ou guerre des Alpujarras (1568-1571), Mármol revient dans sa ville natale pour collaborer à la répression. Il effectue des travaux d'approvisionnement (principalement dans le royaume voisin de Jaén), chargé de l'intendance et de l'intervention économique dans les armées de Don Juan d'Autriche et de Don Luis de Requesens ;  quelques problèmes lors de la justification de ses comptes le conduisirent momentanément en prison. Lors de son second séjour à Grenade, il vit dans le quartier morisque de l'Albaicín et se lie d'amitié avec le médecin et traducteur morisque Alonso del Castillo. Celui-ci  lui fournit de nombreuses traductions de textes arabes pour ses œuvres, les deux hommes s'intéressant au passé du royaume nasride de Grenade.

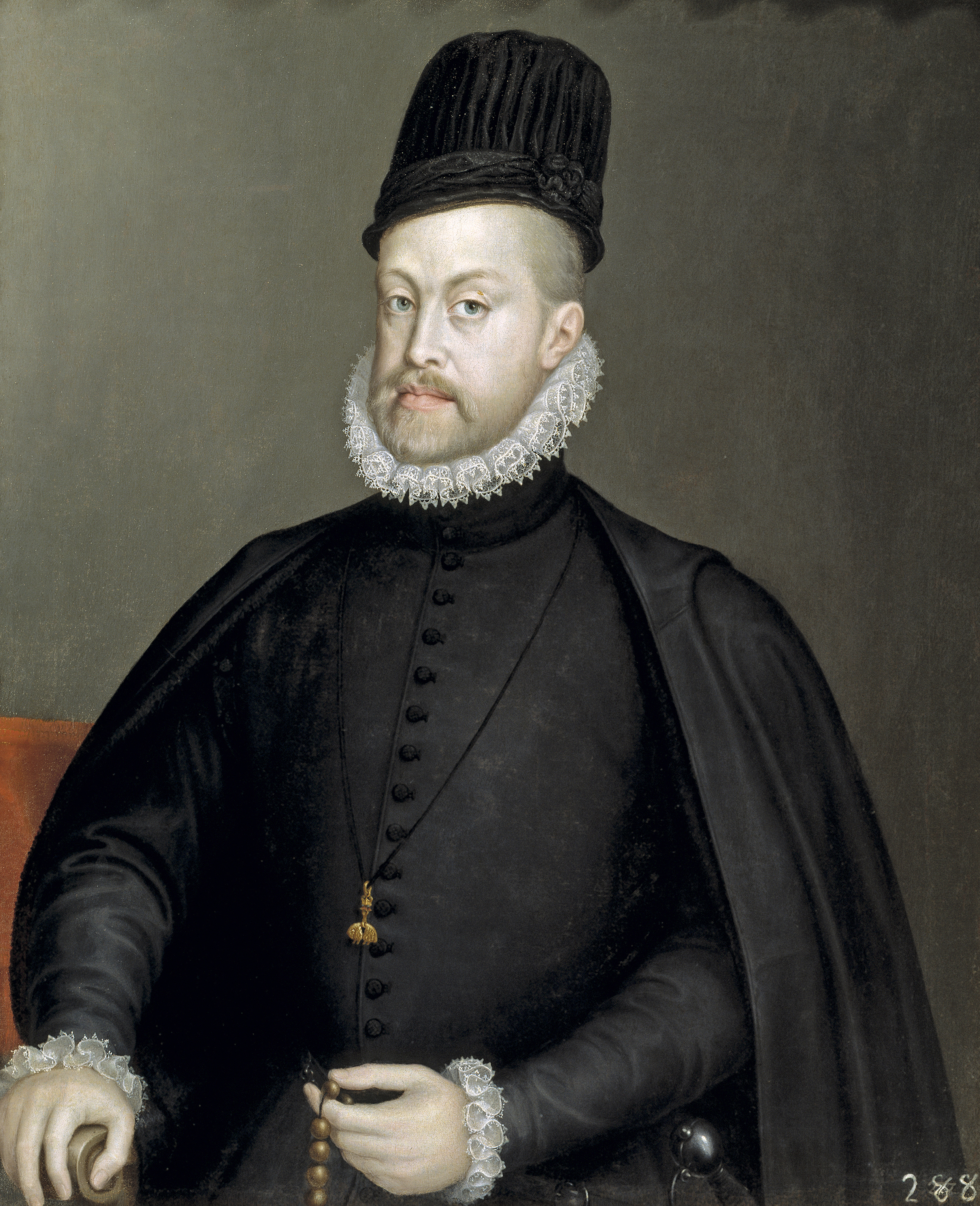
Sofonisba Angissola : Portrait de Philippe II, roi d'Espagne.

En 1573 paraît à Grenade la première partie de sa Description générale de l'Afrique, éditée par le libraire Juan Díaz et imprimée par René Rabut, un ouvrage en deux volumes qui combine une histoire des affrontements entre musulmans et chrétiens depuis le VIIe siècle jusqu'à la bataille de Lépante (1571) avec une description géographique, économique et sociale détaillée des territoires de l'Afrique du Nord.
Mármol tente sans grand succès d'obtenir de la Couronne qu'elle reconnaisse et récompense ses services allant jusqu'à postuler à la charge de chroniqueur royal. Il finit par obtenir quelques propriétés confisquées aux Morisques expulsés dans la ville d'Iznate (Malaga), où il s'installe comme colon en 1574. Six ans plus tard, il obtient son premier emploi stable en tant qu'administrateur du Trésor royal dans la région de Malaga.
Sa réputation de connaisseur des affaires arabes le maintient en contact avec la Cour, qui lui commande plusieurs traductions, comme celle de l'étendard ottoman capturé lors de la bataille de Lépante et celle d'une missive du nouveau sultan saadien Ahmed al-Mansur (1578), assez mal réalisées dans les deux cas en raison de sa connaissance limitée de l'arabe écrit. Il effectue également des travaux d'espionnage dans le royaume du Portugal (1579) à la veille de son occupation par Philippe II. Ces services ont failli lui valoir un poste d'ambassadeur au sultanat saaadien, ce qui ne s'est pas concrétisé. Il participe aussi au groupe de savants qui qualifient les prétendus témoignages écrits en signes arabes (parchemin de la Torre Turpiana et livres des prétendus "martyrs du Sacromonte", apparus à Grenade entre 1588 et 1599, étant l'un des premiers à dénoncer leur fausseté. Dans les dernières années de sa vie, il s'installe à Malaga, où il entreprend la publication de la Deuxième partie de la Description générale de l'Afrique (1599) et de l'Histoire de la rébellion et du châtiment des Maures du royaume de Grenade (1600), chronique détaillée du contexte et du développement du soulèvement de Grenade. Les deux ouvrages ont été réalisés par l'imprimeur Juan René. Ses héritiers ont pu s'acquitter de leurs dettes envers le Trésor royal en vendant des exemplaires de ces deux éditions à un intermédiaire.

## Œuvres
- Primera parte de la descripción general de África, con todos los successos de guerras que a auido entre los infieles, y el pueblo Christiano, y entre ellos mesmos desde que Mahoma inue[n]to su secta, hasta el año del Señor mil y quinientos y setenta y vno, Granada, René Rabut, 1573.
- Libro tercero, y segvndo volvmen de la primera parte de la descripción general de Affrica, con todos los sucessos de guerra, y cosas memorables…, Granada, René Rabut, 1573.
- Segvnda parte y libro séptimo de la Descripción General de África, donde se contiene las provincias de Numidia, Libia, la tierra de los Negros, la baxa y alta Etiopia, y Egipto, con todas las cosas memorables della…, Málaga, Juan René, 1599.
- Descripción general de África, sus guerras y vicisitudes, desde la fundación del mahometismo hasta el año 1571 . Ed. Granada, (1573–1599). Traduit en français en 1667 par Nicolas Perrot[3],[4].
- Historia del rebelion y castigo de los moriscos del Reyno de Granada..., Málaga, Juan René, 1600 (Historia del rebelión y castigo de los moriscos del Reino de Granada . Alicante : Biblioteca Virtual Miguel de Cervantes, 2001).